# Dub v Kuníně
Dub v Kuníně je soliterní památný strom - dub letní, který se nachází v chráněné krajinné oblasti Poodří na levém břehu řeky Jičínka u městského úřadu v Kuníně. Geograficky náleží do nížiny Oderská brána, okresu Nový Jičín, Moravskoslezského kraje a Moravy.

## Další informace
Dub v Kuníně je dub letní (Quercus robur), který je celoročně volně přístupný. Podle údajů z roku 1994:
| Výška stromu:                   | 23 m                                                                  |
| Obvod kmene (ve výčetní výšce): | 5,40 m                                                                |
| Ochranné pásmo stromu:          | vyhlášené v souladu se zákonem, v době vyhlášení kruh o poloměru 17 m |
| Datum prvního vyhlášení:        | 7. dubna 1994                                                         |
| Odhad stáří k roku 2023         | asi 330 let                                                           |

Strom je v dobré kondici.

## Galerie

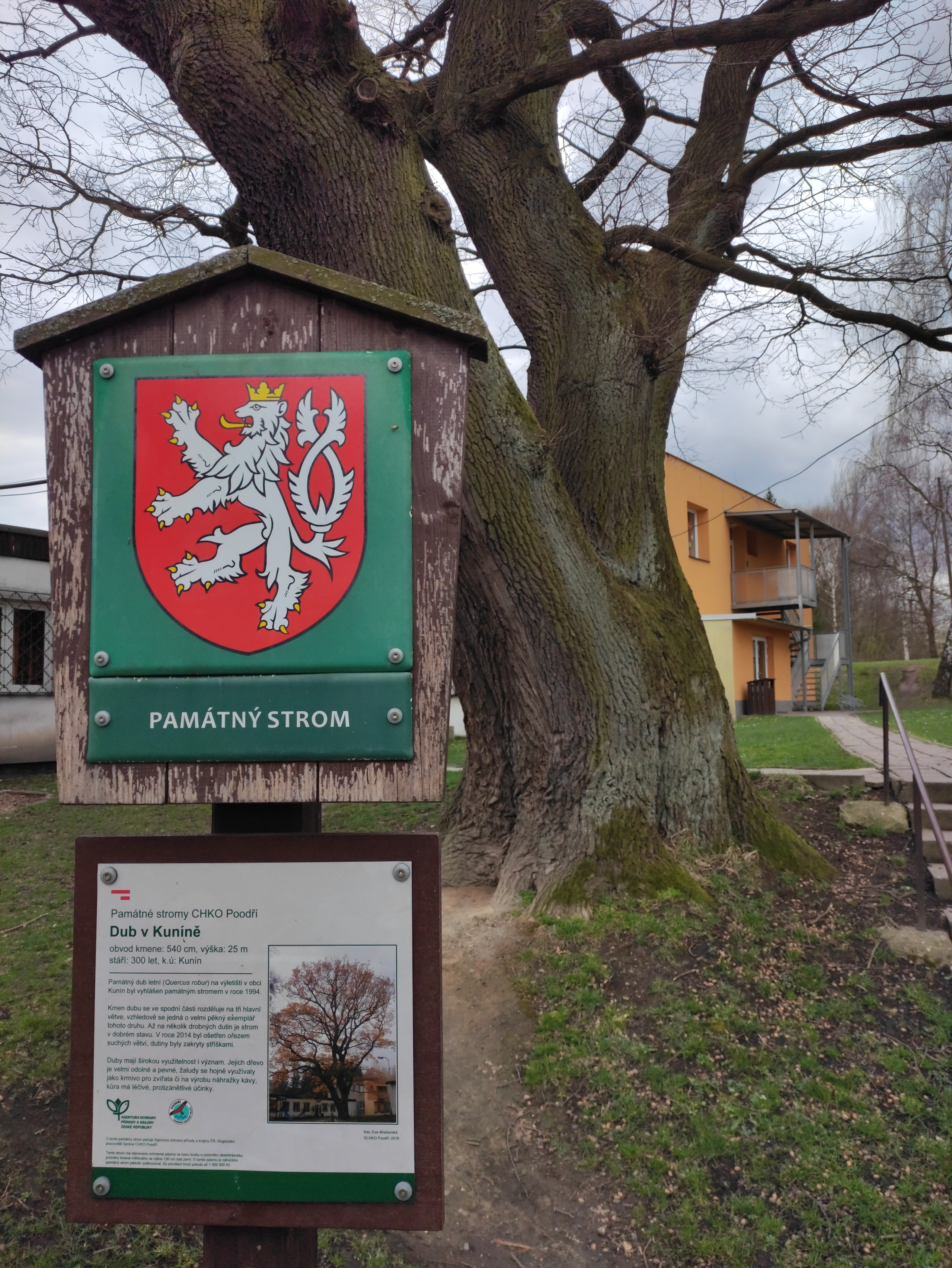
Informační panel u stromu
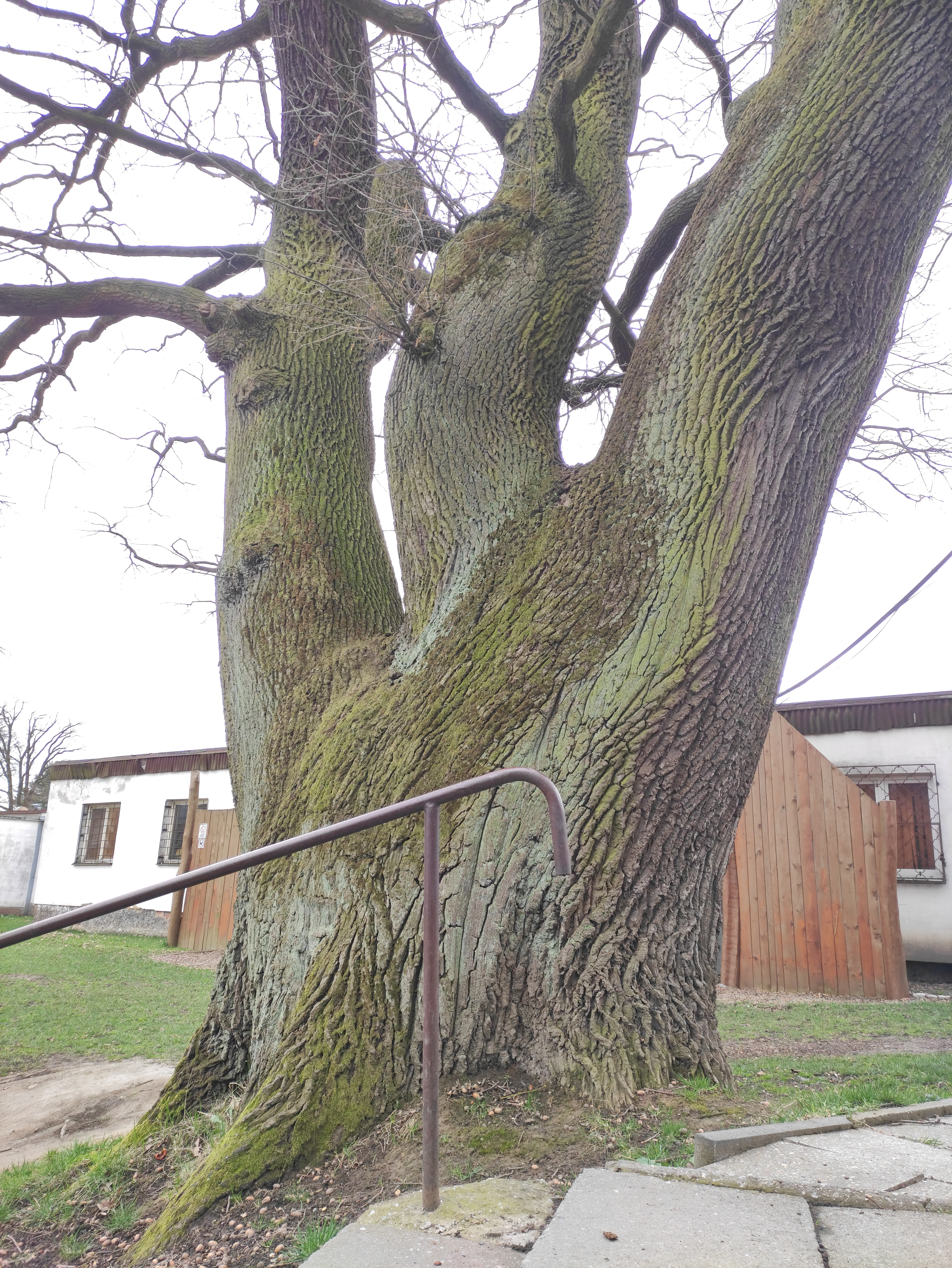
Kmen (březen 2023)